# Kristotomus flavus
Kristotomus flavus là một loài tò vò trong họ Ichneumonidae.